# Douala
Douala (pron. /dualà/ o /duàla/) è una città del Camerun sudoccidentale, il maggiore agglomerato urbano del Paese; è il capoluogo della regione del Littoral e del dipartimento di Wouri.
La città si trova sul golfo di Guinea e grazie al porto, all'aeroporto e al mercato più importanti del Paese, ne è la capitale commerciale. La maggior parte delle esportazioni (petrolio, cacao, caffè) passano dal suo porto, così come le importazioni e le esportazioni del Ciad, non avendo quest'ultimo uno sbocco sul mare.

## Geografia fisica

### Territorio
La città di Douala sorge nella parte centrale della pianura costiera del Camerun, a breve distanza dalla costa del golfo di Guinea, dall'isolato massiccio del monte Camerun e dall'isola di Bioko, appartenente alla Guinea Equatoriale. La città è costruita su entrambe le rive del fiume Wouri, collegate dal ponte di Bonaberi.

### Clima

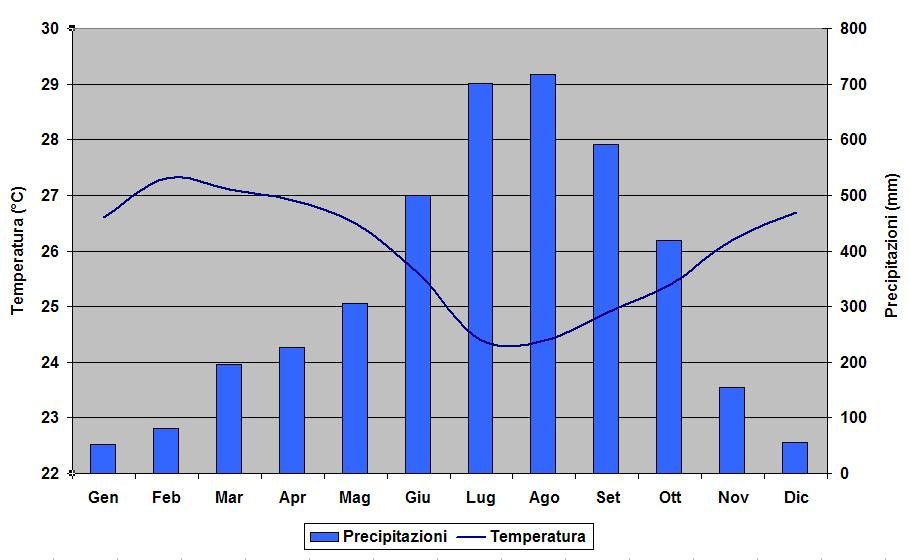
Climogramma di Douala

Douala ha un clima tropicale di tipo monsonico (Am secondo la classificazione dei climi di Köppen), caratterizzato da temperature uniformemente alte durante tutto l'anno e precipitazioni abbondantissime, concentrate nella stagione piovosa (che va da marzo a ottobre).
La temperatura media annua è di 26 °C, oscillante dai 24,4 °C di luglio e agosto (il culmine della stagione umida) ai 27,3 °C di febbraio (al termine della stagione secca).
Le precipitazioni ammontano mediamente a 4.000 millimetri annui, con valori mensili medi che vanno da poco più di 50 mm di dicembre e gennaio a più di 700 nei mesi di luglio e agosto.

## Storia
I primi europei ad arrivare nell'area della città furono i portoghesi nel 1472 che la battezzarono "Rio dos Camarões" (riviera dei gamberetti). Alla metà del XVII secolo la cittadina fu popolata da immigrati di lingua Douala provenienti dall'interno e nel corso del secolo successivo Douala divenne un importante centro del commercio transatlantico degli schiavi.
Tra il XVII e il XIX è il periodo dei primi avamposti commerciali tedeschi e britannici e l'intero territorio è chiamato Kamerun e la cittadina è chiamata Cameroons Town. Nel 1845 viene creata la prima missione della Chiesa battista britannica da Alfred Saker.
Tra il 1884 e il 1895 il protettorato tedesco è focalizzato sul commercio e lo sfruttamento delle risorse, senza una vera occupazione dei territori. Il nome della città viene germanizzato in Kamarunstadt e il sito diviene la capitale della colonia tedesca del Camerun fino al 1902. Tra il 1896 e il 1907 le operazioni militari sono seguite dallo sfruttamento di concessioni e delle piantagioni. Nel 1907 la città viene rinominata Douala e viene creato un ministero delle colonie; all'epoca la città conta circa 23.000 abitanti. Nel 1919 entra a far parte del Camerun francese, di cui è la capitale dal 1940 al 1946.

## Urbanistica e architettura
Nel 1896 viene creato il primo progetto urbanistico di Douala che prevede la realizzazione dell'ospedale, della residenza del governatore, degli edifici amministrativi, portuari e doganali, del palazzo di giustizia e della caserma. Nel 1905 viene costruita la "Pagode" (pagoda), il palazzo del re Auguste Manga Ndoumbe. Nel 1906 viene realizzato il piano urbanistico di Gross Duala. Nel 1914 la maggior parte della popolazione residente nel quartiere di Bonanjo venne forzatamente spostata a Neue Bell. A partire dal 1888 vengono prodotti localmente dei mattoni in terra cotta.

### Quartieri
Akwa è il quartiere della vita notturna di Douala così come Bonanjo ne è il centro amministrativo e commerciale. Lungo le strade di Douala vi sono tra i migliori ristoranti e locali del Camerun, in particolare nella zona del lungomare con vista sul golfo di Guinea e sulle paludi di mangrovie.

## Cultura
Douala è sede di musei (Musée de Douala, Musée maritime de Bonanjo), centri d'arte (Doual'art, ArtBakery), gallerie (Galleria MAM), collettivi di artisti (Cercle Kapsiki) e centri culturali (Centre culturel camerounais, Centre Culturel Français, Alliance Franco-camerounaie). Nel 2005 e nel 2007 la città ha ospitato la biennale DUTA-Biennale de la Photographie et des Arts Visuels e dal 2007 la città ospita SUD-Salon Urbain de Douala, un evento triennale che presenta al pubblico locale e internazionale interventi effimeri e permanenti di arte contemporanea disseminati in tutta la città. Bonendalè è un comune adiacente a Douala ed è luogo di residenza di diversi artisti camerunesi (tra i quali Goddy Leye, Joël Mpah Dooh), nonché sede di centri e residenze d'arte (ArtBakery, Bonendalè Arts et Culture) e di iniziative culturali (partecipazione a SUD-Salon Urbain de Douala 2007, Sweet Holidays 2008).

## Amministrazione

### Gemellaggi
- Trieste, dal 1971
- Windhoek